# Ivana Brlić-Mažuranić

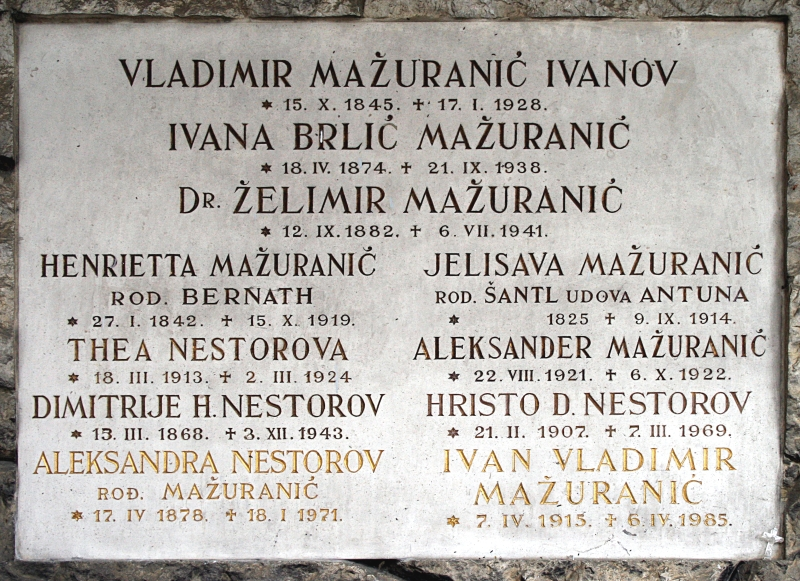
Grób Ivany Brlić-Mažuranić
na cmentarzu Mirogoj.

Ivana Brlić-Mažuranić (ur. 18 kwietnia 1874 w Ogulinie, zm. 21 września 1938 w Zagrzebiu) – chorwacka poetka, dziennikarka i eseistka, znana przede wszystkim z pisania baśni. Nazywana niekiedy chorwackim Andersenem lub Tolkienem ze względu na bogactwo stworzonego przez nią mitycznego świata. Ogólnie uznana jest za jednego z najbardziej znaczących pisarzy tworzących dla dzieci. 
Dwukrotnie była nominowana do Nagrody Nobla w dziedzinie literatury (1931, 1938). Jako pierwsza kobieta została przyjęta w 1937 do JAZU (obecnie znanej jako HAZU – Hrvatska akademija znanosti i umjetnosti). Ustanowiono także w 1971 roku literacką nagrodę Ivany Brlić-Mažuranić, dla promowania literackiej twórczości dla dzieci i młodzieży.

## Życiorys
Ivana Brlić-Mažuranić pochodziła z mieszczańskiej rodziny intelketualistów Mažuranićów. Ojciec Vladimir Mažuranić był pisarzem, adwokatem i historykiem. Jej dziadkiem był sławny polityk, chorwacki ban i poeta - Ivan Mažuranić, a babką Aleksandra Mažuranić – siostra językoznawcy Dimitrija Demetra. Ucząc się prywatnie, zyskała doskonałe wykształcenie. Z rodzinnego Ogulina najpierw przeniosła się do Karlovca, potem do Jastrebarska, aż w końcu zamieszkała w Zagrzebiu.
Kiedy w 1892 roku wyszła za mąż za adwokata i polityka – Vatroslava Brlića, przeprowadziła się 
do małej miejscowości Brod, leżącej nad rzeką Sawą (dzisiaj Slavonski Brod). Mieszkała tam większą część swojego życia, poświęcając się rodzinie i literackiej praktyce. Jako matka sześciorga dzieci, miała możliwość dogłębnej analizy ich niewinnej psychiki, co wyraźnie wpłynęło na jej twórczą postawę. 
Wychowana w duchu patriotyzmu, czynnie uczestniczyła w życiu publicznym, popierając działania jednego z przywódców ówczesnego ruchu narodowego – biskupa Josipa Juraja Strossmayera, postulującego między innymi za zjednoczeniem języków i ludności południowosłowiańskiej. 
Ivana Brlić-Mažuranić zaczęła pisać poezję, eseje i dzienniki bardzo wcześnie, ale jej pierwsze prace zostały opublikowane dopiero początkiem XX wieku. Jako pierwszy wydała (we własnym wydawnictwie) zbiór opowiadań i wierszy dla dzieci „Valjani i nevaljani“. Opowiadania i teksty, takie jak serie kształcących artykułów zatytułowanych „Škola i praznici“, były wydawane w porządku od 1903 roku. Większe zainteresowanie wśród czytelników i krytyków literatury wywołała wydana w 1913 roku powieść dla dzieci „Čudnovate zgode i nezgode šegrta Hlapića“. Za jej koronne dzieło krytycy uznali zbiór opowiadań „Priče iz davnine”, wydane w 1916 r. Jest to dzieło, w którym baśniowość, zainspirowana słowiańską mitologią, miesza się z codziennością świata rzeczywistego. Pisarka poprzez taki gatunek literacki, jakim jest bajka, na nowo pobudza do życia zatracony świat przedchrześcijańskich wierzeń Chorwatów. Postaci, które stworzyła są ucieleśnieniami ludzkich cech i uczuć – zarówno wierności, miłości i dobrotliwości, jak i niestabilności i słabości. Chęć bogactwa, a także tęsknota za odległymi światami, jako symbol ludzkiego pożądania prawdy i wiedzy, również często pojawiają się w jej opowiadaniach.

## Prace
- Valjani i nevaljani, Zagrzeb 1902 (zbór opowiadań i wierszy)
- Škola i praznici, Zagrzeb 1905 (artykuły o charakterze dydaktycznym)
- Slike, Zagrzeb 1912 (zbiór wierszy)
- Čudnovate zgode i nezgode šegrta Hlapića, Zagrzeb 1913 (powieść)
- Priče iz davnine, 1916
- Knjiga omladini, Zagrzeb 1923 (rozprawa pedagogiczna)
- Iz arhive obitelji Brlić u Brodu na Savi, Zagrzeb 1934-35
- Jaša Dalmatin, potkralj Gudžerata, Zagrzeb 1937 (historyczno-przygodowa powieść dla młodzieży)
- Srce od licitara, Zagrzeb 1939
- Basne i bajke, Zagrzeb 1943